# Alfonso Simonetti
Alfonso Simonetti (Napoli, 29 dicembre 1840 – Castrocielo, 22 agosto 1892) è stato un pittore italiano.

## Biografia
Pittore di stile romantico, Alfonso Simonetti era figlio del pittore Giuseppe e di Vincenza Piccirillo. Ebbe la sua formazione all'Accademia di belle arti di Napoli, dove s'iscrisse nel 1859 e studiò sotto la guida di Gabriele Smargiassi e di Giuseppe Mancinelli. Ottenne nel 1864 una borsa di studio per un Pensionato a Firenze. Esordì alla mostra della Promotrice Napoletana del 1862 con la tela "Ettore Fieramosca al monte Gargano". Nel 1873 fece un ritratto dal vero a Giuseppe Verdi e nel 1876 gli fu commissionato un ritratto di Claudio Monteverdi.
Oltre ai ritratti, prediligeva temi storici e paesaggi, a volte dipinti con effetti notturni e con i riflessi della luna, di cui dosava tuttavia l'intensità luminosa. All'Esposizione Nazionale di Torino del 1880 - che servì di volano per molti artisti di area meridionale - espose  le tele La malaria e La serenata, avvolta quest'ultima opera in una rarefatta atmosfera notturna. A Napoli, nel 1877, presentò due teleː Senza speranza ella è morta e Ultimo raggio.
Ha rappresentato anche paesaggi urbani, come Via Giuseppe Mancinelli. In esposizione a Milano mandò, nel 1882, Ancora non torna e Dopo l'uragano. Nel 1883, a Roma, presentò un paesaggio dal titolo Tramonto e nel 1887, a Venezia, inviò le tele Selva  e Raccolta degli ulivi.
A Londra, all'Espossizione d'arte italiana, presentò Foresta e  Castrocielo, oltre alla tela di argomento storico Gutenberg, Faust e Coeffer stampano la prima pagina della Bibbia. Fu nominato nel 1872 professore onorario dell'Accademia di belle arti di Napoli.

### Altre sue opere
- Conversazione democratica,
- Palazzolo Castrocielo,
- Andando per acqua,
- Oh! Speranze della terra voi finite in un avello.

A Castrocielo, nella Cappella Abbatecola - dove è sepolto - sono conservati il suo cavalletto, la sua tavolozza e un autoritratto.

### Opere in musei
- Alla Pinacoteca del Museo di Capodimonte si trovano alcune sue tele, tra cui Mattino d'inverno, Via in Castrocielo e Stanca.
- Alla Galleria dell'Accademia di belle arti di Napoli si conserva Ingresso alla "Vaccheria" di Capodimonte, olio su tela, 1864, 79x65,5 cm., saggio per il Pensionato nazionale a Firenze.[3]
- Alla Galleria d'arte moderna di palazzo Pitti a Firenze si conserva Una Maremma del 1866.